# Texananus cajaensis
Texananus cajaensis är en insektsart som beskrevs av Rauno E. Linnavuori 1959. Texananus cajaensis ingår i släktet Texananus och familjen dvärgstritar. Inga underarter finns listade i Catalogue of Life.